# Jane Ross
Jane Ross (født 18. september 1989) er en skotsk fodboldspiller, der spiller for Manchester United i den engelske FA WSL og for Skotland. Hun har tidligere spillet for Manchester City , West Ham United, Glasgow City og Vittsjö GIK.